# Haplont
Haplont, haplobiont – organizm, którego każda komórka zawiera tylko jeden zestaw chromosomów homologicznych (oznaczany jako n). W przypadku organizmów, u których istnieje również diplofaza, haploidalność powstaje w wyniku mejozy.
Haplontami są: niektóre zielenice (Chlorophyta), krasnorosty (Rhodophyta) oraz niektóre dżożdżowce (Saccharomycetes).